# Amazilia alfaroana
Amazilia alfaroana, "guanacastesmaragd", är en akut hotad fågel i familjen kolibrier.

## Utbredning och systematik
Fågeln är endast känd från typexemplaret insamlat 1896 på Volcán de Miravalles i nordvästra Costa Rica. Den betraktas oftast som underart till indigokronad smaragd, men urskiljs som egen art av Birdlife International och IUCN.

## Status
Den kategoriseras av IUCN som akut hotad.